# Franz Rampelmann
Franz Rampelmann  (* 14. September 1951 in Hausham) ist ein deutscher Schauspieler. Er wurde vor allem als Olaf Kling in der Fernsehserie Lindenstraße bekannt.

## Biografie
Rampelmann ist der Sohn der Schauspielerin Hannelore Alberding und des Theaterintendanten Adolph Rampelmann. Er wuchs in Schliersee auf und besuchte das Gymnasium Tegernsee. Sein Abitur machte er 1972 an der Christian-von-Bomhard-Schule in Uffenheim.
Seine künstlerischen Fähigkeiten stellte er zu dieser Zeit als Geiger im jeweiligen Schulorchester sowie im Orchester „Westenhofener Barockmusikfreunde“ von Sixtus Lampl mit öffentlichen Auftritten in Benediktinerklöstern in Oberbayern unter Beweis.
Rampelmann machte seine ersten Bühnenerfahrungen bereits mit 16 Jahren als Schuhplattler bei Heimat- und Tanzabenden im Schlierseer Bauerntheater sowie in zahlreichen Auftritten in ganz Deutschland. Er ist Mitglied im „Volkstrachtenverein Schliersee e.V  Stamm 1888“. Nach dem Abitur durchlief Rampelmann ein halbjähriges Praktikum in der Versuchsstation Osterseeon (Bayerische Landesanstalt für Landwirtschaft). Er studierte den Anbau von Saatgut sowie Schweinezucht und Waldbewirtschaftung. Von 1973 bis 1975 setzte er sein Studium zum Diplomagraringenieur an der TU München in Freising fort. Parallel hierzu absolvierte er 1973 eine halbjährige Ausbildung beim Bayerischen Rundfunk zum Programm- und Nachrichtensprecher. In den damaligen drei Hörfunkprogrammen des Bayerischen Rundfunks war er von 1973 bis 1977 tätig. Von 1974 bis 1977 war er in der Abendschau und dem 3. Programm des Bayerischen Fernsehens als Nachrichtensprecher tätig.
1975 begann Rampelmann seine Ausbildung zum Schauspieler bei Peter Rieckmann in München. 1976/77 studierte er an der Schauspielschule Zerboni in München. Zusätzlich erhielt er Privatunterricht bei Romuald Pekny. 1977 erhielt er sein erstes Theaterengagement am Theater Osnabrück als Schauspieler und Regieassistent. 1978 wechselte er an das Theater Bonn. Sein Fachgebiet war dort die Charakterrolle. 1979 absolvierte Rampelmann einen Kurs am Lee Strasberg Theatre and Film Institute in Hollywood. 1980 begann er, für das Fernsehen zu arbeiten und lieh zahlreichen Produktionen der ARD als Hörspielsprecher seine Stimme.
1981 machte Rampelmann eine viermonatige Tournee durch Deutschland, Österreich und die Schweiz mit dem Drama Der Richter von Zalamea von Calderon de la Barca und trat für einige Jahre in zahlreichen Münchner Kleintheatern auf, insbesondere am theater k von Wolfgang Anraths. Eine Gastrolle bestritt er 1983 am Theater Ulm in der Titelrolle der Oper Arlecchino von Ferruccio Busoni. Darüber hinaus unterrichtete er Dramatische Gestaltung an der Schauspielschule Zerboni und war bei der Bavaria Film für das Coaching in der 12-teiligen Fernsehserie Unsere Nachbarn, die Baltas zuständig. Als Schauspieler vor der Kamera wirkte Rampelmann von 1979 bis 2008 in über 20 Film- und Fernsehproduktionen mit.
Einem Millionenpublikum bekannt wurde Franz Rampelmann durch die Rolle des Olaf Kling in der Serie Lindenstraße, die er dort von Mai 1993 (Folge 387) bis Juni 2008 (Folge 1174) spielte.

### Gesellschaftliches Engagement
Rampelmann hat in mehreren Wahlkämpfen als Nicht-Mitglied die Partei Bündnis 90/Die Grünen unterstützt. Er ist bekennendes Mitglied von Scientology. Nach Bekanntwerden dieser Mitgliedschaft distanzierte sich die Partei von ihm. Neben seiner Tätigkeit als Schauspieler ist Rampelmann seit 2017 als Coach für Rhetorik und Phonetik tätig.
Im März 2020 präsentierte Rampelmann zusammen mit Julian Schlichting den Podcast 18Uhr40, in dem er das aktuelle Geschehen der letzten Folgen der Lindenstraße besprach.
Rampelmann lebt in Köln.

## Filmografie
- 1979: Der Millionenbauer (Fernsehserie, 1 Folge)
- 1980: Drei Damen vom Grill (Fernsehserie, 1 Folge)
- 1980: Mosch
- 1981: Der Gerichtsvollzieher (Fernsehserie, 1 Folge)
- 1982: Löwenzahn (Fernsehserie, Folge: Eine Höhlengeschichte)
- 1982: Engel auf Rädern
- 1982: Die weiße Rose
- 1983: Tango im Bauch
- 1984: Tatort: Heißer Schnee (Fernsehreihe)
- 1984: Kovacs
- 1985: Das ganz helle Licht
- 1986: Schlossherren
- 1988: Der Fahnder (Fernsehserie, 1 Folge)
- 1988: Der Schwammerlkönig (Fernsehserie, Folge: Karriere)
- 1989–1991: Derrick (Fernsehserie, 2 Folgen, verschiedene Rollen)
- 1991: Der Alte (Fernsehserie, 1 Folge)
- 1991: Zu zweit geht alles besser
- 1992: Die zweite Heimat – Chronik einer Jugend (TV-Mehrteiler)
- 1992: Aktenzeichen XY... ungelöst (Fernsehreihe, 2 Folgen, verschiedene Rollen)
- 1993–2008: Lindenstraße (Fernsehserie, 357 Folgen)
- 1996: Ein Bayer auf Rügen (Fernsehserie, 1 Folge)
- 2002: Afro Deutsch (Kurzfilm)
- 2006: 6 Tage – 6 Genres
- 2006: Lindenstraße: Finstere Weihnacht (Fernsehfilm)